# 제11회 가치봄영화제
제11회 가치봄영화제는 2010년 10월 18일에 열린 시상식이다.

## 수상 및 후보

### 대상
- 한나의 하루 - 노동주 수상

### 금상
- 엄마를 기다리며 - 문자영 수상

### 은상
- 910712 희정 - 유원상 수상

### 동상
- 야간수업 - 이승주 수상
- 임씨의 택시 - 박재웅 수상

### 감독상
- 바다 - 윤태식 수상

### 시나리오상
- 선배는 어떻게 공부했어요? - 강묘애 수상

### 작품상
- 신발나라 - 지윤호 수상

### 상영작
- 508호 세여자 이야기 - 고명진
- 가장 아름다운
- 고장 난 가로등 - 박준홍
- 굴러가는 사람들 - 박은진
- 그래도 희망을 버릴 순 없다 - 김명희
- 금숙씨의 명절은... 지옥이다! - 정승천
- 나도공부하고 싶어요 - 팽맹도
- 내맘도 몰라주고 - 장은연
- 내 아이 복지관 내가 만들었어요 - 서인자
- 네 번째 손가락 - 원성필
- 단돈천원 - 이경민
- 달팽이의 하루 - 박성균
- 답답하십니까, 저는 환장하겠습니다 - 김승범
- 댄스 위드 미 - 김혁
- 데프인디아 - 박재현
- 동행 - 유미정
- 모르면 오해, 알면 이해 - 강내영
- 무릎 지뢰를 제거하라! - 정승천
- 봉조 독립만세 - 이경민
- 분홍돌고래 - 조연수
- 시선 - 김시형
- 스물 다섯, 홀로서기 - 이경민
- 엄마를 찾아주세요 - 이옥섭
- 외출 - 정숙영
- 장애인부부가 사는법 - 김승일
- 엄마의 영화, 빨간구두 아가씨 - 이용의
- 오천만분의 삼 - 남진영
- 오해 - 신혜인
- 육교, 횡단보도, 그리고 사람들 - 오진환
- 제일교포 이야기 - 박재현
- 천하무적 박진희의 일본원정기 - 임용철
- 쿵덕쿵 - 엄연욱
- 파일럿 피쉬 - 휘
- 블라인드 - 이주형
- 태영, 센터가는 길 - 이한규 외 2명
- Fight - 정수정
- 천국이 어디에 있지? - 박형진